# Robayera
La playa Robayera es un pequeño arenal situado en el municipio de Miengo, en la comunidad autónoma de Cantabria, España. Se encuentra en la desembocadura del río Pas.
Actualmente es una playa con muy poco espacio por la gran afluencia de turismo con difícil acceso en bajada por un camino de piedras.
Debido a la confluencia de las aguas del mar con las de la ría, en esta zona se generan intensas corrientes marinas que provocan remolinos y succión, representando un riesgo significativo para los bañistas. Estas corrientes también arrastran materiales de gran tamaño, como piedras y troncos, lo que evidencia la elevada energía hidrodinámica del entorno costero.
La playa carece de servicios de vigilancia o socorrismo, lo cual, sumado a las condiciones naturales descritas, la convierte en un entorno potencialmente peligroso para el baño recreativo. A lo largo del tiempo, se han registrado varios accidentes mortales asociados a estos factores.